# Ненецька мова
Ненецька мова (ненэцяʼ вада) — одна із самоїдських мов, якою говорить народ ненці. Число мовців — близько 30 тисяч чоловік. Поширена на великій території від Кольського півострова до Єнісею. Традиційно прийнято розподіл на тундровий і лісовий діалект, проте останнім часом існує тенденція визнавати їх двома різними мовами: ненецькою і нешанською. У письмовій формі існує головним чином тундрова мова, у якої набагато більше носіїв.
Ненецькою мовою видається газета «Няр'яна Ӈерм» і частина матеріалів у газетах «Няр'яна виндер» і «Таймир».
За підрахунками компанії Google до 2100 року мова може щезнути, адже вона використовується паралельно з російською і більшість носіїв надають перевагу саме російській. Мова не має суттєвої підтримки з боку влади та інших організацій. Її вивчають у школах, але розмовляють нею в основному в сільській місцевості.
Унікальним, як для України, знавцем ненецької був Анатолій Володимирович Левенко (1952-2013), який залишив по собі дві фольклорні збірки з перекладами текстів українською з цієї мови.

## Абетка

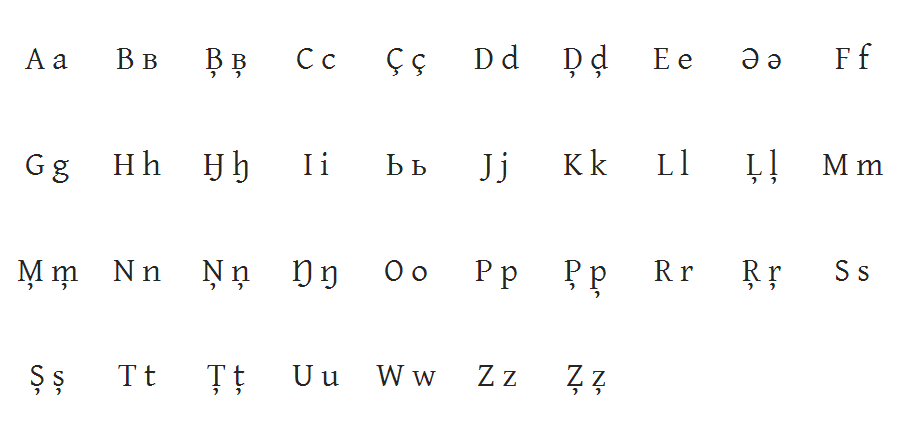
Латинський варіант писемності під час масштабної латинізації мов Радянського Союзу 1931-1937.Кома під літерою означає пом'якшення звуку

Першою системою писемності була абетка на основі латиниці. Саме тоді й почали масово випускатися газети, підручники і т.д. цією мовою. В перших виданнях абеток було рекомендовано ставити рисочку над літерою для подовження звуку, а для пом'якшення кому після літери. В пізніших виданнях кому ставлять під літерою, а рисочку перестали використовувати.
| A a | B b |  | C c |  |  |  |  |
|     |     |  |     |  |  |  |  |
|     |     |  |     |  |  |  |  |
|     |     |  |     |  |  |  |  |
|     |     |  |     |  |  |  |  |

Пізніше , з 1939 року все почали повертати на кирилицю, і для ненецької мови створили кириличне письмо. 
| А а | Б б | В в | Г г | Д д | Е е | Ё ё | Ж ж |
| З з | И и | Й й | К к | Л л | М м | Н н | Ӈ ӈ |
| О о | П п | Р р | С с | Т т | У у | Ф ф | Х х |
| Ц ц | Ч ч | Ш ш | Щ щ | Ъ ъ | Ы ы | Ь ь | Э э |
| Ю ю | Я я | ʼ   | ʼʼ  |     |     |     |     |